# 和島誠一
和島 誠一（わじま せいいち、1909年（明治42年）3月10日 - 1971年（昭和46年）10月29日）は、日本の考古学者。実業家・郷誠之助の庶子。現在の東京都中野区江原町出身。筆名は三沢章。

## 経歴
早稲田大学文学部史学科に入学するも、1933年（昭和8年）に思想上の問題で検挙され、翌年に中退する。
1941年（昭和16年）、東京帝国大学理学部人類学科選科を修了して東洋大学教授となる。1948年（昭和23年）には静岡県静岡市の登呂遺跡を発掘調査した。この時菊川市の白岩遺跡等にも足を運び、中学生だった田辺昭三に影響を与えている。資源科学研究所研究員を経て1966年（昭和41年）に岡山大学教授となる。
史的唯物論にもとづき、古代集落論や古代農耕社会の生産技術などを研究し、1955年（昭和30年）に神奈川県横浜市の南堀貝塚を発掘調査して縄文時代の環状集落の姿を明らかにした。また、1961年（昭和36年）には、同じ横浜市の三殿台遺跡（国の史跡）における約10000平方メートルの大規模発掘調査を主導し、縄文時代から古墳時代にかけての集落遺跡を全掘し、埋蔵文化財保護運動にも尽力した。

## 和島誠一賞
文化財保存全国協議会が2000年（平成12年）に制定した和島誠一賞は、文化財の保護や活用・普及に貢献した個人および団体を表彰している。第1回受賞者・受賞団体は直木孝次郎と大分県文化財保存協議会。

## 著書
- 『大昔の人の生活 瓜郷遺跡の発掘』(少国民のために)岩波書店, 1953
- 『日本考古学の発達と科学的精神 和島誠一主要著作集』和島誠一著作集刊行会, 1973

### 共編
- 『日本歴史物語』全8巻 (河出新書) 和島誠一 等編. 河出書房, 1955
- 『日本の考古学 第3　弥生時代』編 河出書房新社, 1966